# Enciclopedia Salvat

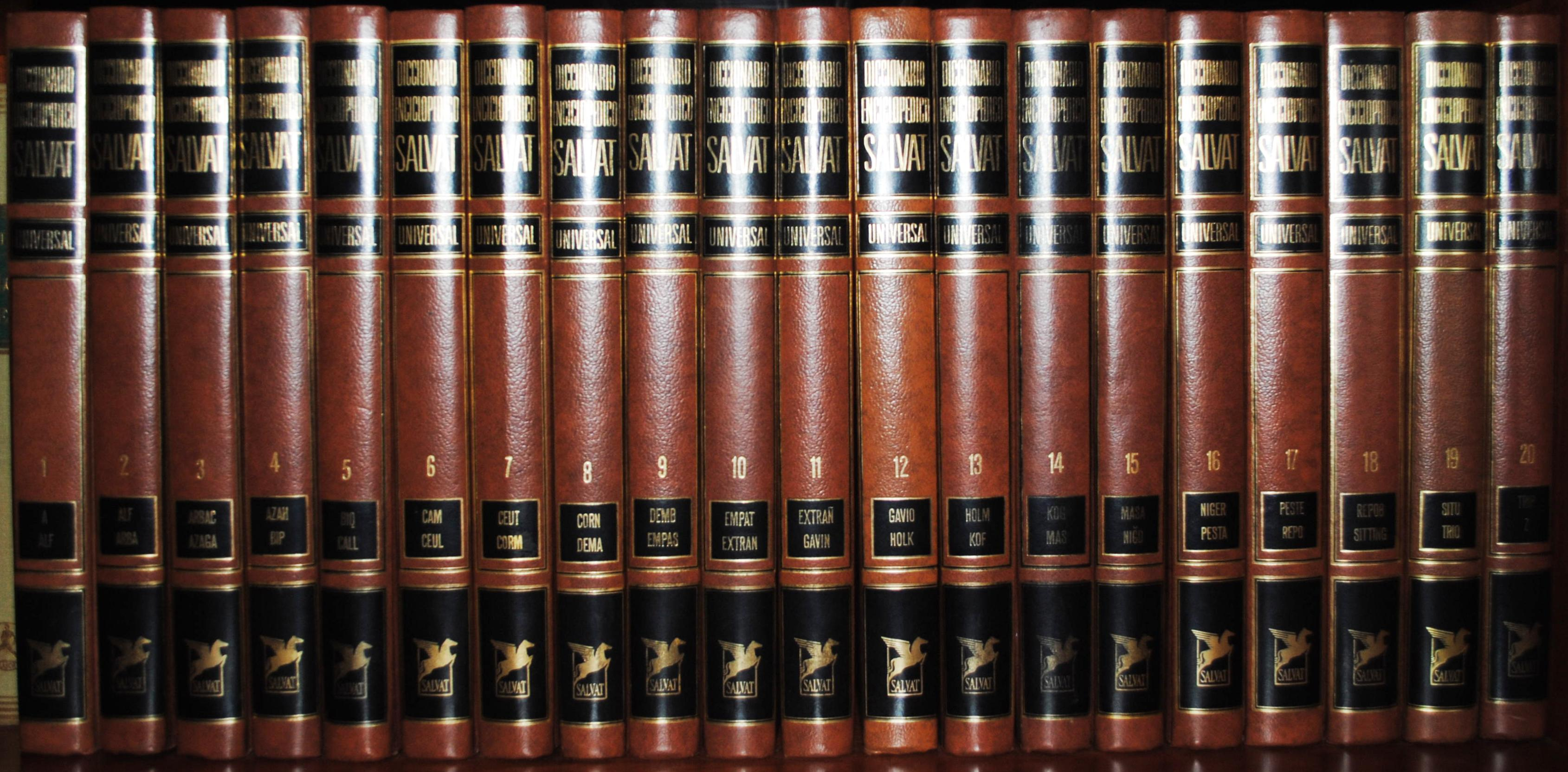
Diccionario Enciclopédico Salvat Universal.

Enciclopedia Salvat o Diccionario Enciclopédico Salvat Universal è una enciclopedia in lingua spagnola di Salvat Editores.
È un'enciclopedia alfabetica e si concentra sulle aree base del sapere: fisica, chimica, biologia, ecologia, matematica, filosofía e religione, medicina, lingua e letteratura, storia e geografia, arte, tecnologia, informatica, etc.